# Word Monsters
Word Monsters este un joc video dezvoltat de Raketspel și a fost publicat de Rovio Stars. Cu toate acestea, de la mijlocul anului 2014, jocul este publicat de Raketspel și nu mai este publicat de Rovio Stars. Lansarea pentru iOS a fost pe 27 martie 2014 și pentru Android a fost pe 7 mai 2014.

## Gameplay
Jucătorul trebuie să creeze un monstru personalizat și să găsească toate cuvintele de pe ecran sub un anumit termen. Jucătorul poate juca provocări împotriva prietenilor lor în acest joc.

## Episoade
| # | Episoadele  | Dificultatea | Culoarea | Costul      | Data lansării  |
| - | ----------- | ------------ | -------- | ----------- | -------------- |
| 1 | Fruit       | Ușor         | Galben   | Gratis      | 27 martie 2014 |
| 2 | Animals     | Ușor         | Verde    | Gratis      | 27 martie 2014 |
| 3 | Boy Names   | Ușor         | Galben   | Gratis      | 27 martie2014  |
| 4 | Girl Names  | Ușor         | Galben   | Gratis      | 27 martie 2014 |
| 5 | In the Home | Ușor         | Galben   | Gratis      | 27 martie 2014 |
| 6 | Vegetables  | Ușor         | Verde    | Gratis      | 27 martie 2014 |
| 7 | Springtime  | Mediu        | Roșu     | 10 Diamante | 2014           |